# Tawellemmet
El tawellemmet (Tawəlləmmət) és una de les llengües tuareg de la branca amaziga de la família de les llengües afroasiàtiques. Generalment és classificada en el tamajaq. Tawellemmet és la llengua dels tuaregs Iwellemmeden, parlada a Mali, Níger, i parts del nord de Nigèria per 1.395.000 persones.